# Tour de l'Algarve 2015
La 41e édition du Tour de l'Algarve a eu lieu du 18 au 22 février 2015. La course fait partie du calendrier UCI Europe Tour 2015 en catégorie 2.1.
L'épreuve a été remportée par le Britannique Geraint Thomas (Sky), vainqueur de la deuxième étape, qui s'impose de 27 s devant le Polonais Michał Kwiatkowski (Etixx-Quick Step) et 1 min 11 s sur le Portugais Tiago Machado (Katusha).
Thomas s'empare également du classement par points tandis que son coéquipier l'Australien Richie Porte, lauréat de la quatrième étape, remporte celui de la montagne. Pour les autres accessits, l'Italien Davide Formolo (Cannondale-Garmin) termine meilleur jeune, Machado meilleur coureur portugais, et la formation russe Katusha meilleure équipe.

## Présentation

### Équipes
Classé en catégorie 2.1 de l'UCI Europe Tour, le Tour de l'Algarve est par conséquent ouvert aux WorldTeams dans la limite de 50 % des équipes participantes, aux équipes continentales professionnelles, aux équipes continentales et aux équipes nationales.
Vingt-deux équipes participent à ce Tour de l'Algarve - huit WorldTeams, cinq équipes continentales professionnelles et neuf équipes continentales :
| UCI WorldTeams    | UCI WorldTeams | UCI WorldTeams |
| Nom de l'équipe   | Pays           | Code           |
| ----------------- | -------------- | -------------- |
| Astana            | Kazakhstan     | AST            |
| Cannondale-Garmin | États-Unis     | TCG            |
| Etixx-Quick Step  | Belgique       | EQS            |
| Katusha           | Russie         | KAT            |
| Lotto NL-Jumbo    | Pays-Bas       | TLJ            |
| Lotto-Soudal      | Belgique       | LTS            |
| Movistar          | Espagne        | MOV            |
| Sky               | Royaume-Uni    | SKY            |

| Équipes continentales professionnelles | Équipes continentales professionnelles | Équipes continentales professionnelles |
| Nom de l'équipe                        | Pays                                   | Code                                   |
| -------------------------------------- | -------------------------------------- | -------------------------------------- |
| Bora-Argon 18                          | Allemagne                              | BOA                                    |
| Caja Rural-Seguros RGA                 | Espagne                                | CJR                                    |
| Roompot                                | Pays-Bas                               | ROO                                    |
| RusVelo                                | Russie                                 | RVL                                    |
| Wanty-Groupe Gobert                    | Belgique                               | WGG                                    |

| Équipes continentales          | Équipes continentales | Équipes continentales |
| Nom de l'équipe                | Pays                  | Code                  |
| ------------------------------ | --------------------- | --------------------- |
| ActiveJet                      | Pologne               | AJT                   |
| Efapel                         | Portugal              | EFP                   |
| LA Alumínios-Antarte           | Portugal              | LAA                   |
| Louletano-Ray Just Energy      | Portugal              | LRJ                   |
| Murias Taldea                  | Espagne               | MUR                   |
| Optum-Kelly Benefit Strategies | États-Unis            | OPM                   |
| Rádio Popular-Boavista         | Portugal              | RPB                   |
| Tavira                         | Portugal              | TAV                   |
| W52-Quinta da Lixa             | Portugal              | W52                   |

## Étapes
| Étape     | Date       | Villes étapes                     |                             | Distance (km) | Vainqueur d’étape | Leader du classement général |
| --------- | ---------- | --------------------------------- | --------------------------- | ------------- | ----------------- | ---------------------------- |
| 1re étape | 18 février | Lagos - Albufeira                 | Étape de plaine             | 166,7         | Gianni Meersman   | Gianni Meersman              |
| 2e étape  | 19 février | Lagoa - Monchique                 | Étape vallonnée             | 196,7         | Geraint Thomas    | Geraint Thomas               |
| 3e étape  | 20 février | Vila do Bispo - Cap Saint-Vincent | Contre-la-montre individuel | 19            | Tony Martin       | Geraint Thomas               |
| 4e étape  | 21 février | Tavira - Alto do Malhão           | Étape vallonnée             | 218,3         | Richie Porte      | Geraint Thomas               |
| 5e étape  | 22 février | Almodôvar - Vilamoura             | Étape de plaine             | 184,9         | André Greipel     | Geraint Thomas               |

## Déroulement de la course

### 1reétape
| Classement de l'étape | Classement de l'étape | Classement de l'étape | Classement de l'étape          | Classement de l'étape |
|                       | Coureur               | Pays                  | Équipe                         | Temps                 |
| --------------------- | --------------------- | --------------------- | ------------------------------ | --------------------- |
| 1er                   | Gianni Meersman       | Belgique              | Etixx-Quick Step               | en 4 h 13 min 53 s    |
| 2e                    | Ben Swift             | Royaume-Uni           | Sky                            | m.t                   |
| 3e                    | Paul Martens          | Allemagne             | Lotto NL-Jumbo                 | m.t                   |
| 4e                    | Roy Jans              | Belgique              | Wanty-Groupe Gobert            | m.t                   |
| 5e                    | Zdeněk Štybar         | Tchéquie              | Etixx-Quick Step               | m.t                   |
| 6e                    | Raymond Kreder        | Pays-Bas              | Roompot                        | m.t                   |
| 7e                    | Jesús Herrada         | Espagne               | Movistar                       | m.t                   |
| 8e                    | Ramūnas Navardauskas  | Lituanie              | Cannondale-Garmin              | m.t                   |
| 9e                    | Michał Kwiatkowski    | Pologne               | Etixx-Quick Step               | m.t                   |
| 10e                   | Guillaume Boivin      | Canada                | Optum-Kelly Benefit Strategies | m.t                   |
| modifier              |                       |                       |                                |                       |

| Classement général | Classement général   | Classement général | Classement général  | Classement général |
|                    | Coureur              | Pays               | Équipe              | Temps              |
| ------------------ | -------------------- | ------------------ | ------------------- | ------------------ |
| 1er                | Gianni Meersman      | Belgique           | Etixx-Quick Step    | en 4 h 13 min 43 s |
| 2e                 | Ben Swift            | Royaume-Uni        | Sky                 | + 4 s              |
| 3e                 | Joni Brandão         | Portugal           | Efapel              | + 5 s              |
| 4e                 | Paul Martens         | Allemagne          | Lotto NL-Jumbo      | + 6 s              |
| 5e                 | Roy Jans             | Belgique           | Wanty-Groupe Gobert | + 10 s             |
| 6e                 | Zdeněk Štybar        | Tchéquie           | Etixx-Quick Step    | + 10 s             |
| 7e                 | Raymond Kreder       | Pays-Bas           | Roompot             | + 10 s             |
| 8e                 | Jesús Herrada        | Espagne            | Movistar            | + 10 s             |
| 9e                 | Ramūnas Navardauskas | Lituanie           | Cannondale-Garmin   | + 10 s             |
| 10e                | Michał Kwiatkowski   | Pologne            | Etixx-Quick Step    | + 10 s             |
| modifier           |                      |                    |                     |                    |

### 2eétape
| Classement de l'étape | Classement de l'étape   | Classement de l'étape | Classement de l'étape | Classement de l'étape |
|                       | Coureur                 | Pays                  | Équipe                | Temps                 |
| --------------------- | ----------------------- | --------------------- | --------------------- | --------------------- |
| 1er                   | Geraint Thomas          | Royaume-Uni           | Sky                   | en 4 h 59 min 13 s    |
| 2e                    | Rein Taaramäe           | Estonie               | Astana                | + 19 s                |
| 3e                    | Valerio Agnoli          | Italie                | Astana                | + 23 s                |
| 4e                    | Luis León Sánchez       | Espagne               | Astana                | + 23 s                |
| 5e                    | Rubén Fernández Andújar | Espagne               | Movistar              | + 23 s                |
| 6e                    | Michał Kwiatkowski      | Pologne               | Etixx-Quick Step      | + 23 s                |
| 7e                    | Zdeněk Štybar           | Tchéquie              | Etixx-Quick Step      | + 23 s                |
| 8e                    | Alberto Losada          | Espagne               | Katusha               | + 23 s                |
| 9e                    | Sergey Chernetskiy      | Russie                | Katusha               | + 23 s                |
| 10e                   | Lars Petter Nordhaug    | Norvège               | Sky                   | + 23 s                |
| modifier              |                         |                       |                       |                       |

| Classement général | Classement général      | Classement général | Classement général | Classement général |
|                    | Coureur                 | Pays               | Équipe             | Temps              |
| ------------------ | ----------------------- | ------------------ | ------------------ | ------------------ |
| 1er                | Geraint Thomas          | Royaume-Uni        | Sky                | en 9 h 12 min 56 s |
| 2e                 | Rein Taaramäe           | Estonie            | Astana             | + 30 s             |
| 3e                 | Zdeněk Štybar           | Tchéquie           | Etixx-Quick Step   | + 33 s             |
| 4e                 | Michał Kwiatkowski      | Pologne            | Etixx-Quick Step   | + 33 s             |
| 5e                 | Luis León Sánchez       | Espagne            | Astana             | + 33 s             |
| 6e                 | Rubén Fernández Andújar | Espagne            | Movistar           | + 33 s             |
| 7e                 | Richie Porte            | Australie          | Sky                | + 33 s             |
| 8e                 | Sergey Chernetskiy      | Russie             | Katusha            | + 33 s             |
| 9e                 | Tony Martin             | Allemagne          | Etixx-Quick Step   | + 33 s             |
| 10e                | Tiago Machado           | Portugal           | Katusha            | + 33 s             |
| modifier           |                         |                    |                    |                    |

### 3eétape
| Classement de l'étape | Classement de l'étape | Classement de l'étape | Classement de l'étape | Classement de l'étape |
|                       | Coureur               | Pays                  | Équipe                | Temps                 |
| --------------------- | --------------------- | --------------------- | --------------------- | --------------------- |
| 1er                   | Tony Martin           | Allemagne             | Etixx-Quick Step      | en 21 min 51 s        |
| 2e                    | Adriano Malori        | Italie                | Movistar              | + 0 s                 |
| 3e                    | Geraint Thomas        | Royaume-Uni           | Sky                   | + 3 s                 |
| 4e                    | Michał Kwiatkowski    | Pologne               | Etixx-Quick Step      | + 9 s                 |
| 5e                    | Anton Vorobyev        | Russie                | Katusha               | + 19 s                |
| 6e                    | Jonathan Castroviejo  | Espagne               | Movistar              | + 26 s                |
| 7e                    | Rein Taaramäe         | Estonie               | Astana                | + 26 s                |
| 8e                    | Luis León Sánchez     | Espagne               | Astana                | + 32 s                |
| 9e                    | Sergey Chernetskiy    | Russie                | Katusha               | + 34 s                |
| 10e                   | Tiago Machado         | Portugal              | Katusha               | + 37 s                |
| modifier              |                       |                       |                       |                       |

| Classement général | Classement général      | Classement général | Classement général | Classement général |
|                    | Coureur                 | Pays               | Équipe             | Temps              |
| ------------------ | ----------------------- | ------------------ | ------------------ | ------------------ |
| 1er                | Geraint Thomas          | Royaume-Uni        | Sky                | en 9 h 34 min 50 s |
| 2e                 | Tony Martin             | Allemagne          | Etixx-Quick Step   | + 30 s             |
| 3e                 | Michał Kwiatkowski      | Pologne            | Etixx-Quick Step   | + 39 s             |
| 4e                 | Rein Taaramäe           | Estonie            | Astana             | + 53 s             |
| 5e                 | Luis León Sánchez       | Espagne            | Astana             | + 1 min 2 s        |
| 6e                 | Sergey Chernetskiy      | Russie             | Katusha            | + 1 min 4 s        |
| 7e                 | Tiago Machado           | Portugal           | Katusha            | + 1 min 7 s        |
| 8e                 | Zdeněk Štybar           | Tchéquie           | Etixx-Quick Step   | + 1 min 31 s       |
| 9e                 | Richie Porte            | Australie          | Sky                | + 1 min 33 s       |
| 10e                | Rubén Fernández Andújar | Espagne            | Movistar           | + 1 min 38 s       |
| modifier           |                         |                    |                    |                    |

### 4eétape
| Classement de l'étape | Classement de l'étape | Classement de l'étape | Classement de l'étape          | Classement de l'étape |
|                       | Coureur               | Pays                  | Équipe                         | Temps                 |
| --------------------- | --------------------- | --------------------- | ------------------------------ | --------------------- |
| 1er                   | Richie Porte          | Australie             | Sky                            | en 5 h 55 min 34 s    |
| 2e                    | Michał Kwiatkowski    | Pologne               | Etixx-Quick Step               | + 3 s                 |
| 3e                    | Ion Izagirre          | Espagne               | Movistar                       | + 6 s                 |
| 4e                    | Geraint Thomas        | Royaume-Uni           | Sky                            | + 9 s                 |
| 5e                    | Michael Woods         | Canada                | Optum-Kelly Benefit Strategies | + 13 s                |
| 6e                    | Tiago Machado         | Portugal              | Katusha                        | + 13 s                |
| 7e                    | Davide Formolo        | Italie                | Cannondale-Garmin              | + 16 s                |
| 8e                    | Alberto Losada        | Espagne               | Katusha                        | + 21 s                |
| 9e                    | Luis León Sánchez     | Espagne               | Astana                         | + 25 s                |
| 10e                   | José Mendes           | Portugal              | Bora-Argon 18                  | + 31 s                |
| modifier              |                       |                       |                                |                       |

| Classement général | Classement général      | Classement général | Classement général | Classement général  |
|                    | Coureur                 | Pays               | Équipe             | Temps               |
| ------------------ | ----------------------- | ------------------ | ------------------ | ------------------- |
| 1er                | Geraint Thomas          | Royaume-Uni        | Sky                | en 15 h 30 min 33 s |
| 2e                 | Michał Kwiatkowski      | Pologne            | Etixx-Quick Step   | + 27 s              |
| 3e                 | Tiago Machado           | Portugal           | Katusha            | + 1 min 11 s        |
| 4e                 | Richie Porte            | Australie          | Sky                | + 1 min 14 s        |
| 5e                 | Luis León Sánchez       | Espagne            | Astana             | + 1 min 18 s        |
| 6e                 | Rein Taaramäe           | Estonie            | Astana             | + 1 min 19 s        |
| 7e                 | Sergey Chernetskiy      | Russie             | Katusha            | + 1 min 32 s        |
| 8e                 | Alberto Losada          | Espagne            | Katusha            | + 1 min 55 s        |
| 9e                 | Rubén Fernández Andújar | Espagne            | Movistar           | + 2 min 4 s         |
| 10e                | Ion Izagirre            | Espagne            | Movistar           | + 2 min 21 s        |
| modifier           |                         |                    |                    |                     |

### 5eétape
| Classement de l'étape | Classement de l'étape | Classement de l'étape | Classement de l'étape | Classement de l'étape |
|                       | Coureur               | Pays                  | Équipe                | Temps                 |
| --------------------- | --------------------- | --------------------- | --------------------- | --------------------- |
| 1er                   | André Greipel         | Allemagne             | Lotto-Soudal          | en 4 h 15 min 40 s    |
| 2e                    | Tom Van Asbroeck      | Belgique              | Lotto NL-Jumbo        | m.t                   |
| 3e                    | Rüdiger Selig         | Allemagne             | Katusha               | m.t                   |
| 4e                    | Gianni Meersman       | Belgique              | Etixx-Quick Step      | m.t                   |
| 5e                    | Phil Bauhaus          | Allemagne             | Bora-Argon 18         | m.t                   |
| 6e                    | Roy Jans              | Belgique              | Wanty-Groupe Gobert   | m.t                   |
| 7e                    | Jürgen Roelandts      | Belgique              | Lotto-Soudal          | m.t                   |
| 8e                    | Alexander Porsev      | Russie                | Katusha               | m.t                   |
| 9e                    | Ben Swift             | Royaume-Uni           | Sky                   | m.t                   |
| 10e                   | Filipe Cardoso        | Portugal              | Efapel                | m.t                   |
| modifier              |                       |                       |                       |                       |

## Classements finals

### Classement général final
| Classement général final | Classement général final | Classement général final | Classement général final | Classement général final |
|                          | Coureur                  | Pays                     | Équipe                   | Temps                    |
| ------------------------ | ------------------------ | ------------------------ | ------------------------ | ------------------------ |
| 1er                      | Geraint Thomas           | Royaume-Uni              | Sky                      | en 19 h 46 min 13 s      |
| 2e                       | Michał Kwiatkowski       | Pologne                  | Etixx-Quick Step         | + 27 s                   |
| 3e                       | Tiago Machado            | Portugal                 | Katusha                  | + 1 min 11 s             |
| 4e                       | Richie Porte             | Australie                | Sky                      | + 1 min 14 s             |
| 5e                       | Luis León Sánchez        | Espagne                  | Astana                   | + 1 min 18 s             |
| 6e                       | Rein Taaramäe            | Estonie                  | Astana                   | + 1 min 19 s             |
| 7e                       | Sergey Chernetskiy       | Russie                   | Katusha                  | + 1 min 32 s             |
| 8e                       | Alberto Losada           | Espagne                  | Katusha                  | + 1 min 55 s             |
| 9e                       | Rubén Fernández Andújar  | Espagne                  | Movistar                 | + 2 min 4 s              |
| 10e                      | Ion Izagirre             | Espagne                  | Movistar                 | + 2 min 21 s             |
| modifier                 |                          |                          |                          |                          |

### Classements annexes
| Classement par points | Classement par points | Classement par points | Classement par points | Classement par points |
| --------------------- | --------------------- | --------------------- | --------------------- | --------------------- |
|                       | Coureur               | Pays                  | Équipe                | Point(s)              |
| 1er                   | Geraint Thomas        | Royaume-Uni           | Sky                   | 38 points             |
| 2e                    | Gianni Meersman       | Belgique              | Etixx-Quick Step      | 38 pts                |
| 3e                    | Michał Kwiatkowski    | Pologne               | Etixx-Quick Step      | 30 pts                |
| modifier              |                       |                       |                       |                       |

| Classement de la montagne | Classement de la montagne | Classement de la montagne | Classement de la montagne | Classement de la montagne |
| ------------------------- | ------------------------- | ------------------------- | ------------------------- | ------------------------- |
|                           | Coureur                   | Pays                      | Équipe                    | Point(s)                  |
| 1er                       | Richie Porte              | Australie                 | Sky                       | 12 points                 |
| 2e                        | Davide Malacarne          | Italie                    | Astana                    | 9 pts                     |
| 3e                        | Geraint Thomas            | Royaume-Uni               | Sky                       | 9 pts                     |
| modifier                  |                           |                           |                           |                           |

| Classement du meilleur jeune | Classement du meilleur jeune | Classement du meilleur jeune | Classement du meilleur jeune | Classement du meilleur jeune |
|                              | Coureur                      | Pays                         | Équipe                       | Temps                        |
| ---------------------------- | ---------------------------- | ---------------------------- | ---------------------------- | ---------------------------- |
| 1er                          | Davide Formolo               | Italie                       | Cannondale-Garmin            | en 19 h 49 min 50 s          |
| 2e                           | Marc Soler                   | Espagne                      | Movistar                     | + 45 s                       |
| 3e                           | Tiesj Benoot                 | Belgique                     | Lotto-Soudal                 | + 59 s                       |
| modifier                     |                              |                              |                              |                              |

| Classement du meilleur portugais | Classement du meilleur portugais | Classement du meilleur portugais | Classement du meilleur portugais | Classement du meilleur portugais |
|                                  | Coureur                          | Pays                             | Équipe                           | Temps                            |
| -------------------------------- | -------------------------------- | -------------------------------- | -------------------------------- | -------------------------------- |
| 1er                              | Tiago Machado                    | Portugal                         | Katusha                          | en 19 h 47 min 24 s              |
| 2e                               | Sérgio Sousa                     | Portugal                         | LA Alumínios-Antarte             | + 2 min 39 s                     |
| 3e                               | José Mendes                      | Portugal                         | Bora-Argon 18                    | + 2 min 47 s                     |
| modifier                         |                                  |                                  |                                  |                                  |

| \| Classement par équipes[1] \| Classement par équipes[1] \| Classement par équipes[1] \| Classement par équipes[1] \| \| \| Équipe \| Pays \| Temps \| \| ------------------------- \| ------------------------- \| ------------------------- \| ------------------------- \| \| 1re \| Katusha \| Russie \| en 5 h 22 min 23 s \| \| 2e \| Astana \| Kazakhstan \| + 2 min 5 s \| \| 3e \| Movistar \| Espagne \| + 2 min 21 s \| \| modifier \| \| \| \| |          |            |                    |
| Classement par équipes |          |            |                    |
| | Équipe   | Pays       | Temps              |
| 1re | Katusha  | Russie     | en 5 h 22 min 23 s |
| 2e | Astana   | Kazakhstan | + 2 min 5 s        |
| 3e | Movistar | Espagne    | + 2 min 21 s       |
| modifier |          |            |                    |

### UCI Europe Tour
Ce Tour de l'Algarve attribue des points pour l'UCI Europe Tour 2015, par équipes seulement aux coureurs des équipes continentales professionnelles et continentales, individuellement à tous les coureurs sauf ceux faisant partie d'une équipe ayant un label WorldTeam.
| Position,          | 1er | 2e | 3e | 4e | 5e | 6e | 7e | 8e | 9e | 10e | 11e | 12e |
| Classement général | 80  | 56 | 32 | 24 | 20 | 16 | 12 | 8  | 7  | 6   | 5   | 3   |
| Par étape          | 16  | 11 | 6  | 5  | 4  | 2  |    |    |    |     |     |     |
| Leader, par étape  | 8   |    |    |    |    |    |    |    |    |     |     |     |

| Cycliste       | Équipe                         | Général | Étape | Leader | Total |
| -------------- | ------------------------------ | ------- | ----- | ------ | ----- |
| Roy Jans       | Wanty-Groupe Gobert            | -       | 7     | -      | 7     |
| Michael Woods  | Optum-Kelly Benefit Strategies | 3       | 4     | -      | 7     |
| Phil Bauhaus   | Bora-Argon 18                  | -       | 4     | -      | 4     |
| Raymond Kreder | Roompot                        | -       | 2     | -      | 2     |

## Évolution des classements
| Étape              | Vainqueur          | Classement général | Classement par points | Classement de la montagne | Classement du meilleur jeune | Classement du meilleur portugais | Classement par équipes |
| ------------------ | ------------------ | ------------------ | --------------------- | ------------------------- | ---------------------------- | -------------------------------- | ---------------------- |
| 1                  | Gianni Meersman    | Gianni Meersman    | Gianni Meersman       | Mario González Salas      | Davide Formolo               | Joni Brandão                     | Etixx-Quick Step       |
| 2                  | Geraint Thomas     | Geraint Thomas     | Geraint Thomas        | Geraint Thomas            | Sebastián Henao              | Tiago Machado                    | Sky                    |
| 3                  | Tony Martin        | Geraint Thomas     | Geraint Thomas        | Geraint Thomas            | Sebastián Henao              | Tiago Machado                    | Etixx-Quick Step       |
| 4                  | Richie Porte       | Geraint Thomas     | Geraint Thomas        | Richie Porte              | Davide Formolo               | Tiago Machado                    | Katusha                |
| 5                  | André Greipel      | Geraint Thomas     | Geraint Thomas        | Richie Porte              | Davide Formolo               | Tiago Machado                    | Katusha                |
| Classements finals | Classements finals | Geraint Thomas     | Geraint Thomas        | Richie Porte              | Davide Formolo               | Tiago Machado                    | Katusha                |

## Liste des participants
- Liste de départ complète

| Légende                                    | Légende                                                                                                  | Légende                                | Légende                                                                                                  |
| ------------------------------------------ | --- | -------------------------------------- | --- |
| Num                                        | Dossard de départ porté par le coureur sur ce Tour de l'Algarve                                          | Pos                                    | Position finale au classement général                                                                    |
| Leader du classement général               | Indique le vainqueur du classement général                                                               | Leader du classement par points        | Indique le vainqueur du classement par points                                                            |
| Leader du classement de la montagne        | Indique le vainqueur du classement de la montagne                                                        | Leader du classement du meilleur jeune | Indique le vainqueur du classement du meilleur jeune                                                     |
| Leader du classement du meilleur Portugais | Indique le vainqueur du classement du meilleur Portugais                                                 |                                        | Indique un maillot de champion national ou mondial, suivi de sa spécialité                               |
| #                                          | Indique la meilleure équipe                                                                              | NP                                     | Indique un coureur qui n'a pas pris le départ d'une étape, suivi du numéro de l'étape où il s'est retiré |
| AB                                         | Indique un coureur qui n'a pas terminé une étape, suivi du numéro de l'étape où il s'est retiré          | HD                                     | Indique un coureur qui a terminé une étape hors des délais, suivi du numéro de l'étape                   |
| *                                          | Indique un coureur en lice pour le classement du meilleur jeune (coureurs nés après le 1er janvier 1992) |                                        | |

| Etixx-Quick Step EQS           | Etixx-Quick Step EQS                   | Etixx-Quick Step EQS |
| ------------------------------ | -------------------------------------- | -------------------- |
| Num                            | Coureur                                | Pos                  |
| 1                              | Michał Kwiatkowski (POL) (Route) (Clm) | 2e                   |
| 2                              | Michał Gołaś (POL)                     | 54e                  |
| 3                              | Yves Lampaert (BEL)                    | 148e                 |
| 4                              | Tony Martin (GER) (Clm)                | 28e                  |
| 5                              | Gianni Meersman (BEL)                  | 90e                  |
| 6                              | Zdeněk Štybar (CZE) (Route)            | 11e                  |
| 7                              | Petr Vakoč (CZE)*                      | 142e                 |
| 8                              | Julien Vermote (BEL)                   | 106e                 |
| Directeur sportif : Tom Steels |                                        |                      |

| Astana AST                          | Astana AST                  | Astana AST |
| ----------------------------------- | --------------------------- | ---------- |
| Num                                 | Coureur                     | Pos        |
| 11                                  | Luis León Sánchez (ESP)     | 5e         |
| 12                                  | Michele Scarponi (ITA)      | 13e        |
| 13                                  | Rein Taaramäe (EST)         | 6e         |
| 14                                  | Valerio Agnoli (ITA)        | 19e        |
| 15                                  | Maxat Ayazbayev (KAZ)*      | 140e       |
| 16                                  | Bakhtiyar Kozhatayev (KAZ)* | 89e        |
| 17                                  | Davide Malacarne (ITA)      | 58e        |
| 18                                  | Daniil Fominykh (KAZ) (Clm) | 122e       |
| Directeur sportif : Gorazd Štangelj |                             |            |

| Cannondale-Garmin TCG             | Cannondale-Garmin TCG             | Cannondale-Garmin TCG |
| --------------------------------- | --------------------------------- | --------------------- |
| Num                               | Coureur                           | Pos                   |
| 21                                | André Cardoso (POR)               | 24e                   |
| 22                                | Davide Formolo (ITA)*             | 14e                   |
| 23                                | Kristjan Koren (SLO)              | 72e                   |
| 24                                | Sebastian Langeveld (NED) (Route) | 33e                   |
| 25                                | Alan Marangoni (ITA)              | 97e                   |
| 26                                | Ramūnas Navardauskas (LTU) (Clm)  | AB-5                  |
| 27                                | Ruben Zepuntke (GER)*             | NP-4                  |
| 28                                | Dylan van Baarle (NED)*           | 48e                   |
| Directeur sportif : Andreas Klier |                                   |                       |

| Katusha # KAT                    | Katusha # KAT                  | Katusha # KAT |
| -------------------------------- | ------------------------------ | ------------- |
| Num                              | Coureur                        | Pos           |
| 31                               | Sergey Chernetskiy (RUS)       | 7e            |
| 32                               | Yury Trofimov (RUS)            | 25e           |
| 33                               | Rüdiger Selig (GER)            | 120e          |
| 34                               | Alberto Losada (ESP)           | 8e            |
| 35                               | Tiago Machado (POR)            | 3e            |
| 36                               | Alexander Porsev (RUS) (Route) | 115e          |
| 37                               | Anton Vorobyev (RUS) (Clm)     | 112e          |
| 38                               | Alexandr Kolobnev (RUS)        | NP-3          |
| Directeur sportif : José Azevedo |                                |               |

| Lotto NL-Jumbo TLJ                 | Lotto NL-Jumbo TLJ     | Lotto NL-Jumbo TLJ |
| ---------------------------------- | ---------------------- | ------------------ |
| Num                                | Coureur                | Pos                |
| 41                                 | Robert Gesink (NED)    | NP-3               |
| 42                                 | Tom Van Asbroeck (BEL) | 124e               |
| 43                                 | Paul Martens (GER)     | 36e                |
| 44                                 | Bram Tankink (NED)     | 94e                |
| 45                                 | Sep Vanmarcke (BEL)    | 42e                |
| 46                                 | Robert Wagner (GER)    | 119e               |
| 47                                 | Kevin De Weert (BEL)   | 76e                |
| 48                                 | Maarten Wynants (BEL)  | 81e                |
| Directeur sportif : Nico Verhoeven |                        |                    |

| Lotto-Soudal LTS                  | Lotto-Soudal LTS               | Lotto-Soudal LTS |
| --------------------------------- | ------------------------------ | ---------------- |
| Num                               | Coureur                        | Pos              |
| 51                                | Tiesj Benoot (BEL)*            | 21e              |
| 52                                | Stig Broeckx (BEL)             | 114e             |
| 53                                | Sean De Bie (BEL)              | 86e              |
| 54                                | Jens Debusschere (BEL) (Route) | 98e              |
| 55                                | Tony Gallopin (FRA)            | 41e              |
| 56                                | André Greipel (GER) (Route)    | 70e              |
| 57                                | Jürgen Roelandts (BEL)         | 92e              |
| 58                                | Marcel Sieberg (GER)           | 123e             |
| Directeur sportif : Herman Frison |                                |                  |

| Movistar MOV                            | Movistar MOV                  | Movistar MOV |
| --------------------------------------- | ----------------------------- | ------------ |
| Num                                     | Coureur                       | Pos          |
| 61                                      | Igor Antón (ESP)              | 136e         |
| 62                                      | Jonathan Castroviejo (ESP)    | 53e          |
| 63                                      | Rubén Fernández Andújar (ESP) | 9e           |
| 64                                      | Dayer Quintana (COL)*         | 26e          |
| 65                                      | Jesús Herrada (ESP)           | 67e          |
| 66                                      | Ion Izagirre (ESP) (Route)    | 10e          |
| 67                                      | Adriano Malori (ITA) (Clm)    | 52e          |
| 68                                      | Marc Soler (ESP)*             | 18e          |
| Directeur sportif : José Luis Jaimerena |                               |              |

| Sky SKY                           | Sky SKY                    | Sky SKY |
| --------------------------------- | -------------------------- | ------- |
| Num                               | Coureur                    | Pos     |
| 71                                | Ian Boswell (USA)          | 88e     |
| 72                                | Andrew Fenn (GBR)          | AB-5    |
| 73                                | Sebastián Henao (COL)*     | 39e     |
| 74                                | Lars Petter Nordhaug (NOR) | 64e     |
| 75                                | Richie Porte (AUS) (Clm)   | 4e      |
| 76                                | Salvatore Puccio (ITA)     | 66e     |
| 77                                | Ben Swift (GBR)            | 38e     |
| 78                                | Geraint Thomas (GBR)       | 1er     |
| Directeur sportif : Gabriel Rasch |                            |         |

| Bora-Argon 18 BOA                   | Bora-Argon 18 BOA         | Bora-Argon 18 BOA |
| ----------------------------------- | ------------------------- | ----------------- |
| Num                                 | Coureur                   | Pos               |
| 81                                  | Jan Bárta (CZE) (Clm)     | 99e               |
| 82                                  | Phil Bauhaus (GER)*       | 127e              |
| 83                                  | Cesare Benedetti (ITA)    | 135e              |
| 84                                  | Emanuel Buchmann (GER)*   | 29e               |
| 85                                  | José Mendes (POR)         | 16e               |
| 86                                  | Björn Thurau (GER)        | 22e               |
| 87                                  | Andreas Schillinger (GER) | 105e              |
| 88                                  | Christoph Pfingsten (GER) | 59e               |
| Directeur sportif : Christian Pömer |                           |                   |

| Caja Rural-Seguros RGA CJR                | Caja Rural-Seguros RGA CJR | Caja Rural-Seguros RGA CJR |
| ----------------------------------------- | -------------------------- | -------------------------- |
| Num                                       | Coureur                    | Pos                        |
| 91                                        | Ricardo Vilela (POR)       | 27e                        |
| 92                                        | José Gonçalves (POR)       | 56e                        |
| 93                                        | Lluís Mas (ESP)            | 63e                        |
| 94                                        | Omar Fraile (ESP)          | NP-5                       |
| 95                                        | Fernando Grijalba (ESP)    | 60e                        |
| 96                                        | Fabricio Ferrari (URU)     | 110e                       |
| 97                                        | Heiner Parra (COL)         | 69e                        |
| 98                                        | Antonio Molina (ESP)       | 95e                        |
| Directeur sportif : José Miguel Fernández |                            |                            |

| Roompot ROO                              | Roompot ROO              | Roompot ROO |
| ---------------------------------------- | ------------------------ | ----------- |
| Num                                      | Coureur                  | Pos         |
| 101                                      | Michel Kreder (NED)      | 46e         |
| 102                                      | Raymond Kreder (NED)     | 84e         |
| 103                                      | Wesley Kreder (NED)      | 108e        |
| 104                                      | Jesper Asselman (NED)    | 83e         |
| 105                                      | Maurits Lammertink (NED) | 35e         |
| 106                                      | Berden de Vries (NED)    | 126e        |
| 107                                      | Tim Kerkhof (NED)*       | 144e        |
| 108                                      | Mike Terpstra (NED)      | 55e         |
| Directeur sportif : Jean-Paul van Poppel |                          |             |

| RusVelo RVL                        | RusVelo RVL           | RusVelo RVL |
| ---------------------------------- | --------------------- | ----------- |
| Num                                | Coureur               | Pos         |
| 111                                | Ivan Balykin (RUS)    | 121e        |
| 112                                | Artem Ovechkin (RUS)  | 85e         |
| 113                                | Ildar Arslanov (RUS)* | 71e         |
| 114                                | Roman Maikin (RUS)    | 128e        |
| 115                                | Petr Ignatenko (RUS)  | 80e         |
| 116                                | Mamyr Stash (RUS)*    | 149e        |
| 117                                | Artem Nych (RUS)*     | 34e         |
| 118                                |                       |             |
| Directeur sportif : Serhiy Honchar |                       |             |

| Wanty-Groupe Gobert WGG                      | Wanty-Groupe Gobert WGG  | Wanty-Groupe Gobert WGG |
| -------------------------------------------- | ------------------------ | ----------------------- |
| Num                                          | Coureur                  | Pos                     |
| 121                                          | Björn Leukemans (BEL)    | 73e                     |
| 122                                          | Marco Marcato (ITA)      | AB-1                    |
| 123                                          | Simone Antonini (ITA)    | 137e                    |
| 124                                          | Roy Jans (BEL)           | 117e                    |
| 125                                          | Frederik Backaert (BEL)  | 37e                     |
| 126                                          | Boris Dron (BEL)         | 30e                     |
| 127                                          | Kévin Van Melsen (BEL)   | 102e                    |
| 128                                          | Frederik Veuchelen (BEL) | 44e                     |
| Directeur sportif : Hilaire Van der Schueren |                          |                         |

| ActiveJet AJT                     | ActiveJet AJT               | ActiveJet AJT |
| --------------------------------- | --------------------------- | ------------- |
| Num                               | Coureur                     | Pos           |
| 131                               | Paweł Brylowski (POL)       | 154e          |
| 132                               | Michał Podlaski (POL)       | 87e           |
| 133                               | Łukasz Bodnar (POL)         | 132e          |
| 134                               | Paweł Franczak (POL)        | 131e          |
| 135                               | Paweł Bernas (POL)          | 129e          |
| 136                               | Kamil Gradek (POL)          | 62e           |
| 137                               | Mario González Salas (ESP)* | AB-4          |
| 138                               | Jesús Ezquerra (ESP)        | 101e          |
| Directeur sportif : Piotr Kosmala |                             |               |

| Efapel EFP                             | Efapel EFP                  | Efapel EFP |
| -------------------------------------- | --------------------------- | ---------- |
| Num                                    | Coureur                     | Pos        |
| 141                                    | Alejandro Marque (ESP)      | 31e        |
| 142                                    | Joni Brandão (POR)          | 96e        |
| 143                                    | Arkaitz Durán (ESP)         | NP-4       |
| 144                                    | David de la Fuente (ESP)    | 77e        |
| 145                                    | Diego Rubio Hernández (ESP) | 103e       |
| 146                                    | Filipe Cardoso (POR)        | 109e       |
| 147                                    | Domingos Gonçalves (POR)    | 78e        |
| 148                                    | Rafael Silva (POR)          | 111e       |
| Directeur sportif : Alexandre Patrício |                             |            |

| LA Alumínios-Antarte LAA                 | LA Alumínios-Antarte LAA | LA Alumínios-Antarte LAA |
| ---------------------------------------- | ------------------------ | ------------------------ |
| Num                                      | Coureur                  | Pos                      |
| 151                                      | Sérgio Sousa (POR)       | 15e                      |
| 152                                      | Hernâni Brôco (POR)      | 107e                     |
| 153                                      | Luís Afonso (POR)        | 45e                      |
| 154                                      | Leonel Coutinho (POR)*   | 153e                     |
| 155                                      | Bruno Silva (POR)        | 75e                      |
| 156                                      | Nuno Meireles (POR)      | 147e                     |
| 157                                      | Pedro Paulinho (POR)     | 150e                     |
| 158                                      | Hugo Sancho (POR)        | 82e                      |
| Directeur sportif : Mario Da Silva Rocha |                          |                          |

| Louletano-Ray Just Energy LRJ     | Louletano-Ray Just Energy LRJ  | Louletano-Ray Just Energy LRJ |
| --------------------------------- | ------------------------------ | ----------------------------- |
| Num                               | Coureur                        | Pos                           |
| 161                               | Sandro Pinto (POR)             | 146e                          |
| 162                               | Hugo Sabido (POR)              | 134e                          |
| 163                               | Micael Isidoro (POR)           | 143e                          |
| 164                               | Vicente García de Mateos (ESP) | 79e                           |
| 165                               | Marcos García (ESP)            | 51e                           |
| 166                               | José de Segovia (ESP)          | 133e                          |
| 167                               | João Benta (POR)               | 116e                          |
| 168                               | Iúri Jorge (POR)               | 162e                          |
| Directeur sportif : Jorge Piedade |                                |                               |

| Murias Taldea MUR                 | Murias Taldea MUR         | Murias Taldea MUR |
| --------------------------------- | ------------------------- | ----------------- |
| Num                               | Coureur                   | Pos               |
| 171                               | Aritz Bagües (ESP)        | 100e              |
| 172                               | Garikoitz Bravo (ESP)     | 40e               |
| 173                               | Mikel Bizkarra (ESP)      | 57e               |
| 174                               | Imanol Estévez (ESP)*     | 125e              |
| 175                               | Egoitz García (ESP)       | 130e              |
| 176                               | Jon Ander Insausti (ESP)* | 118e              |
| 177                               | Unai Intziarte (ESP)      | AB-5              |
| 178                               | Beñat Txoperena (ESP)     | 32e               |
| Directeur sportif : Jon Odriozola |                           |                   |

| Optum-Kelly Benefit Strategies OPM | Optum-Kelly Benefit Strategies OPM | Optum-Kelly Benefit Strategies OPM |
| ---------------------------------- | ---------------------------------- | ---------------------------------- |
| Num                                | Coureur                            | Pos                                |
| 181                                | Jesse Anthony (USA)                | 138e                               |
| 182                                | Michael Woods (CAN)                | 12e                                |
| 183                                | Tom Zirbel (USA)                   | 152e                               |
| 184                                | Eric Young (USA)                   | 159e                               |
| 185                                | Ryan Anderson (CAN)                | 49e                                |
| 186                                | Guillaume Boivin (CAN)             | 91e                                |
| 187                                | Will Routley (CAN)                 | 155e                               |
| 188                                | Phillip Gaimon (USA)               | 20e                                |
| Directeur sportif : Eric Wohlberg  |                                    |                                    |

| Rádio Popular-Boavista RPB          | Rádio Popular-Boavista RPB | Rádio Popular-Boavista RPB |
| ----------------------------------- | -------------------------- | -------------------------- |
| Num                                 | Coureur                    | Pos                        |
| 191                                 | Frederico Figueiredo (POR) | AB-4                       |
| 192                                 | Alberto Gallego (ESP)      | 23e                        |
| 193                                 | Rui Sousa (POR)            | 157e                       |
| 194                                 | César Fonte (POR)          | 47e                        |
| 195                                 | Nuno Bico (POR)*           | 50e                        |
| 196                                 | David Rodrigues (POR)      | 113e                       |
| 197                                 | Samuel Magalhães (POR)*    | 161e                       |
| 198                                 | Daniel Silva (POR)         | 93e                        |
| Directeur sportif : José dos Santos |                            |                            |

| Tavira TAV                      | Tavira TAV                   | Tavira TAV |
| ------------------------------- | ---------------------------- | ---------- |
| Num                             | Coureur                      | Pos        |
| 201                             | Ricardo Mestre (POR)         | 17e        |
| 202                             | Manuel António Cardoso (POR) | 145e       |
| 203                             | David Livramento (POR)       | 61e        |
| 204                             | Daniel Mestre (POR)          | 139e       |
| 205                             | Henrique Casimiro (POR)      | 65e        |
| 206                             | Diogo Nunes (POR)            | 160e       |
| 207                             | João Rodrigues (POR)*        | 141e       |
| 208                             | Rafael Reis (POR)*           | 104e       |
| Directeur sportif : Vidal Fitas |                              |            |

| W52-Quinta da Lixa W52            | W52-Quinta da Lixa W52     | W52-Quinta da Lixa W52 |
| --------------------------------- | -------------------------- | ---------------------- |
| Num                               | Coureur                    | Pos                    |
| 211                               | Gustavo César Veloso (ESP) | 156e                   |
| 212                               | Delio Fernández (ESP)      | 68e                    |
| 213                               | Samuel Caldeira (POR)      | 151e                   |
| 214                               | Luís Fernandes (POR)       | 158e                   |
| 215                               | Joaquim Silva (POR)*       | 43e                    |
| 216                               | Carlos Ribeiro (POR)*      | 163e                   |
| 217                               | João Matias (POR)          | AB-2                   |
| 218                               | Rui Vinhas (POR)           | 74e                    |
| Directeur sportif : Luís Saldanha |                            |                        |